# Смоленка (Саратовская область)
Смоленка — село в Перелюбском районе Саратовской области, в составе Смородинского муниципального образования.
Население — 7 (2010).

## История
Согласно Списку населённых мест Российской империи на 1859 год казённое село Смоленка находилось на Уральском торговом тракте и относилось к Николаевскому уезду Самарской губернии. На хуторе проживали 401 мужчина и 375 женщин, имелась церковь. В Списке населённых мест Самарской губернии на 1889 год значится как волостное село Смоленской волости. Население села составляли русские и малороссы, всего 1601 человек, за селом числилось 12504 десятины удобной и 2364 десятины неудобной земли. Согласно переписи 1897 года население села составляло 1860 человек.
Согласно Списку населённых мест Самарской губернии 1910 года село населяли бывшие государственные крестьяне, русские, православные, 980 мужчин и 1049 женщин, в селе имелись церковь, земская и церковно-приходская школы, волостное правление, земская станция, работал фельдшер, по воскресеньям проводились базары.

## Физико-географическая характеристика
Село находится в Заволжье на правом берегу реки Сестра напротив места впадения в неё притока Дурная. Высота центра населённого пункта — 72 м над уровнем моря. Рельеф местности равнинный, почвы тёмно-каштановые.
Село расположено в 26 км по прямой от районного центра села Перелюб. По автодорогам расстояние до райцентра составляет 43 км, до Саратова — 330 км, до Пугачёва — 93 км, до Самары — 220 км.
В 1,5 км к северо-западу от села по мосту через Сестру проходит автодорога Смородинка — Пригорки. По левому берегу Сестры проходит железная дорога Пугачёв — Красногвардеец.
Часовой пояс
Смоленка, как и вся Саратовская область, находится в часовой зоне МСК+1. Смещение применяемого времени относительно UTC составляет +4:00.

## Население
Динамика численности населения по годам:
| Годы      | 1859 | 1889 | 1897 | 1910 | 2002 |
| --------- | ---- | ---- | ---- | ---- | ---- |
| Население | 776  | 1601 | 1860 | 2029 | 58   |

| 2010 |
| ---- |
| 7    |